# (13278) Grotecloss
(13278) Grotecloss (1998 QK42) – planetoida z pasa głównego asteroid okrążająca Słońce w ciągu 3,77 lat w średniej odległości 2,42 j.a. Odkryta 17 sierpnia 1998 roku.